# Barisal
Thành phố Barisal (tiếng Bengal: বরিশাল Bariśāl)) là một thành phố ở Kirtankhola bờ bắc của vịnh BengalBangladesh. Thành phố này là thủ phủ của vùng Barisal. Thành phố này thuộc quận Barisal. Thành phố Thành phố Barisal có dân số năm 2001 là 210.374 người.
Thành phố Thành phố Barisal có diện tích là thành thị là 19,99 km².
Thành phố Thành phố Barisal được thành lập năm 2000 khi khu tự quản Barisal chuyển thành thành phố.